# Samuel Butler (romanförfattare)
Samuel Butler, född 4 december 1835 i Langar, död 18 juni 1902 i London, var en brittisk författare och satiriker. Han var sonson till biskop Samuel Butler.
Under en period arbetade han som fårfarmare på Nya Zeeland. 
Butler blev känd 1872 genom sin roman Erewhon (ordet "nowhere", engelskans ord för "ingenstans", skrivet (nästan) baklänges). I denna roman beskriver han en påhittad värld, där kriminalitet är en sjukdom och sjukdom en kriminalitet. Romanen är en satir över hans viktorianska samtid.
I sin skrift The Authoress of All Flesh (1897) hävdade han att Homeros Odysséen egentligen var skriven av en kvinna.
Hans självbiografiska roman The Way of All Flesh utkom postumt 1903.

## På svenska
- Alla dödligas väg (The Way of All Flesh) (översättning Elsie och Håkan Tollet) (Bonnier, 1928)
- Landet Ingenstans (Erewhon) (översättning Marie-Louise Elliot) (Natur och kultur, 1957)
- Om papegojor och genier, med mera: ur Samuel Butlers anteckningsböcker (Ur Notebooks) (översättning, inledning & kommentarer: Tryggve Emond) (Ellerström, 2012)